# Phoebe sheareri
Phoebe sheareri är en lagerväxtart som först beskrevs av William Botting Hemsley, och fick sitt nu gällande namn av James Sykes Gamble. Phoebe sheareri ingår i släktet Phoebe och familjen lagerväxter. Utöver nominatformen finns också underarten P. s. omeiensis.